# Andaman

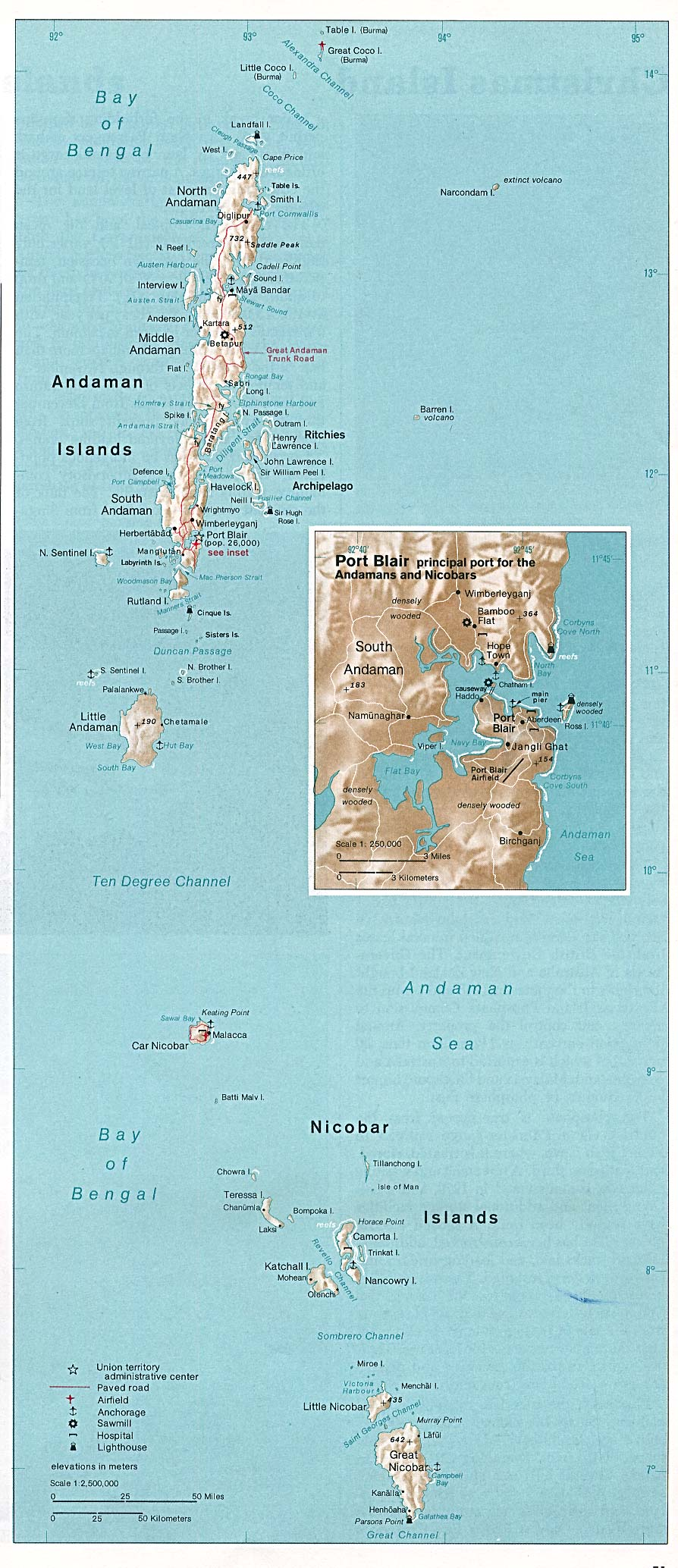
Mapa

Andaman és un arxipèlag de l'oceà Índic que avui forma, junt amb les illes Nicobar, un territori de la Unió Índia anomenat Illes Andaman i Nicobar, amb capital a Port Blair, al sud-est de l'illa South Andaman. Forma el districte d'Andaman, creat el 1974 quan es va separar el nou districte de Nicobar. La població supera els 350.000 habitants, la majoria de religió hindú i que parlen l'hindi.

## Administració
El districte està dividit en dos subdistrictes: Mayabunder (amb els tehsils de Diglipur, Mayabunder i Rangat) i South Andaman (amb els tehsils de Ferrargunj, Port Blair i Little Andaman, aquest darrer creat vers 2005). El nombre de pobles és de 197, dividits en 60 cercles (Patwari) i 23 cercles fiscals.

## Geografia
El grup del nord o Gran Andaman està format per les illes South Andaman, Middle Andaman i North Andaman; després hi ha un gran nombre d'illes menors i illots, entre les quals destaquen les illes Interview Island, Outram, Henry Lawrence i el grup de les Havelock Islands (a l'est de Middle Andaman i a l'oest de la mar d'Andaman); l'illa més al sud és la Rutland. Les tres illes principals estan separades entre si per estrets reduïts dels que el d'Andaman entre Middle i South és navegable i el que separa Middle de North és de navegació limitada. Més al sud de Rutland (i algunes illetes) hi ha el grup anomenat Petit Andaman, format per l'illa Little Andaman, i els illots Brothers i Sentinels. La superfície de les illes principals és de 132 km² la North, 153 km² la Middle i 126 km² la South, i del conjunt 6.408 km².
La capital és Port Blair; altres llocs importants són Port Campbell (a la costa oest de South Andaman) i Port Cornwallis a la costa est de North Andaman amb la ciutat de Diglipur.
La serralada central té la seva altura màxima al Saddle Peak, de 732 metres. La vegetació és tropical amb absència de palmeres a diferència de Nicobar. Hi ha poca vida animal; entre els mamífers només porcs i rates; hi ha iguanes, escorpins i serps diverses. Els ocells són poc abundants, però en canvi els peixos són abundants a les seves aigües, incloent-hi taurons i tortugues.
Hi ha alguna producció de carbó, i els esculls arriben fins a uns quants kilòmetres de la costa.
La temperatura és tropical i varia entre el 23 i els 30 graus.

## Població
La majoria de la població pertany a emigrants de l'Índia de diversos llocs. Al grup dels andamanesos o nadius adivasi, correspon un miler d'habitants dividits en els subgrups dels grans andamanesos, jarawa, onge, shompen i sentinelesos (el subgrup jangil es va extingir).

## Història
No és clar si foren esmentades per Ptolemeu; apareixen citades pels geògrafs àrabs i xinesos al segle ix, però no és clar si es refereixen a les Andaman o a les Nicobar. El persa Buzurg ibn Shahriyar de Ramhormuz les descriu com poblades per caníbals (segle x) i esmenta l'illa Andaman al-Kabir (Gran Andaman). Vers el segle x al XII van pertànyer a la dinastia Cola junt amb Nicobar i Maldives i part de Sri Lanka, i s'anomenaven Timaittivu (illes impures). Marco Polo les assenyala com "Angamanain" (Dos Andamans), però diu que els habitants tenien cap de gos el que fa dubtar de les seves indicacions. L'italià Niccolò de' Conti (vers 1440), les esmenta com Illes de l'or. Diversos navegants van assenyalar la ferocitat dels seus habitants.
Al segle xviii l'almirall maratha Kanhoji Angre les va utilitzar com a base contra els britànics fins al 1729. El 1789 els britànics van establir una colònia penal a l'illa Chatam a la badia sud-est de Gran Andaman, embrió de la moderna Port Blair. Les illes foren explorades pel tinent Archibald Blair el 1789-1790 i va dibuixar cartes i recollir informació. L'establiment de Chatam, conegut per The Viper o Viper Island, es va traslladar el 1791 a Port Cornwallis (que va rebre el nom de l'almirall William Cornwallis) però les malalties van obligar a tancar-lo el maig de 1796. Al segle xix el nom de les illes se suposava derivat de la deïtat Hanuman.
El 1824 el Port Cornwallis fou lloc de reunió de la flota britànica a la primera guerra de Birmània. Entre 1830 i 1840 alguns nàufrags que van arribar a les illes foren atacats pels nadius i molts foren morts. El 1855 el govern britànic va proposar un establiment permanent a les illes incloent un penal, però la rebel·lió dels Sipais de 1857 va retardar el projecte. El novembre de 1857, per portar als presoners de la revolta, es va iniciar la construcció d'una colònia penal que es va dir Port Blair i fou construïda allunyada de les llacunes salades que havien causat problemes de salut a la primera colònia. El 1858 el grup fou declarat formalment possessió britànica. James Pattison Walker fou el primer governador. Quan la zona es va aclarir de vegetació i es van assecar algunes llacunes la mortalitat va començar a baixar. El 8 de febrer de 1872, al peu del Mont Harriet, quan visitava l'establiment el virrei Richard Southwell Bourke, 6è Earl de Mayo, fou assassinat per un convicte paixtu musulmà de nom Sher Ali. El mateix any les illes Andaman foren administrativament unides a les Nicobar amb un Comissionat amb seu a Port Blair (el primer fou el capità H. Mann). Una base naval es va obrir a l'illa Ross, prop de Port Blair. El 1876 es va dictar una regulació pel govern colonial. Durant l'època colonial milers de presoners van morir a les illes de malalties, maltractament o execucions, i també es van reduir molt els habitants nadius principalment per malalties.
El 1943 foren ocupades pels japonesos i posades sota l'autoritat nominal del govern provisional de l'Índia Lliure (Azad Hind) dirigit per Chandra Bose que les va visitar el 1943 i el 30 de desembre d'aquell va hissar per primer cop la bandera de l'Índia independent; les va rebatejar com Shaheed (màrtir) & Swaraj (autodeterminació). El general Loganathan fou nomenat governador de les Andaman i Nicobar fins a la reconquesta britànica. El 15 d'agost de 1947 el penal fou oficialment tancat i les illes van passar a l'Índia independent.
El 26 de desembre de 2004 la costa de les illes fou devastada pel tsunami de l'oceà Índic. Un refugi per casos similar al centre de les illes fou planificat el 2006.